# XIES
XIES (Xenon Ion Engine System) は宇宙機の制御用に用いられる三菱電機製のイオンエンジンである。

## 概要
旧宇宙開発事業団（現宇宙航空研究開発機構）が開発したカウフマン型イオンエンジン。主に静止衛星の南北制御用スラスタとして用いられている。三菱電機製衛星バスDS2000において南北制御用スラスタとして選択可能。

## 諸元
- タイプ：イオンエンジン/静電荷電粒子推進器
- 推進剤：キセノン
- 入力：580W/620W
- 推力：21mN/23.3mN
- 比推力：2,900s
- イオンビーム口径：120mm
- 重量：3.7kg

## 採用宇宙機
- きく6号
- かけはし
- きく8号 - 南北制御用に2機ずつ2系統 計4機搭載。

　　その他DS2000を採用した一部の宇宙機に採用される。
- 超低高度衛星技術試験機「つばめ」 - 改良型を使用